# Stuart Axwijk
Stuart Axwijk (circa 1964/1965 - 6 juni 2018) was een Surinaams zanger en cultuurwerker. Hij zong in verschillende formaties en in diverse genres. Hij trad op met Deal of God tijdens het huwelijk van Ruud en Estelle Gullit, en met artiesten als Gloria Estefan, Gordon en Dana Winner.

## Biografie
Axwijk kwam uit een muzikale familie. Zijn vader was zanger en een groot muziekliefhebber en zijn zus Sheila had eveneens muzikaal talent. Als jongen voetbalde hij bij de pupillen/aspiranten van de club Prakiki op het sportcomplex van Sosis. Zijn vader was daar jarenlang directeur en is de naamgever van het complex.
Hij begon zijn muziekcarrière rond zijn vijftiende en groeide uit tot een allround zanger. Hij maakte deel uit van bands als Beat Block, Name It, Anders, Time Out en The Jazzy Jazz Band. Daarnaast maakte hij muziek met een reeks topartiesten uit Suriname, onder wie Jörgen Raymann en Powl Ameerali. Verder maakte hij deel uit van Deal of God. Met deze Nederlandse gospelformatie trad hij ook op tijdens het huwelijk van Ruud en Estelle Gullit en deelde hij het podium met Gloria Estefan, Gordon en Dana Winner. Axwijk woonde een tijd lang in Nederland en keerde later weer terug.
In 2008 deed hij mee aan SuriPop met het nummer Swit Sranan dat door Kenroy Leeflang was geschreven. Het nummer won weliswaar niet tijdens het festival, maar bleek vijf jaar later zijn glans niet te hebben verloren toen het op de derde plaats belandde van de Top 38 Sranan poku's. Deze hitlijst werd in 2013 door het publiek samengesteld ter gelegenheid van 38 jaar Surinaamse onafhankelijkheid. Bij elkaar zat hij 38 jaar in de muziek, waarvoor hij in binnen- en buitenland werd onderscheiden.
Met zijn vrouw Marian kreeg hij drie kinderen. Na haar overlijden hertrouwde hij met Giovanna, die naast haar ook zijn kinderen opvoedde, zeven bij elkaar. Hij bewonderde haar moederschap. "Het lijkt als of ze die zelf gebaard heeft," zo schreef hij in een Facebookboodschap op Moederdag, enkele weken voor zijn dood.
Stuart Axwijk leed aan kanker. Nadat zijn oude sportvrienden hiervan hoorden, verrasten ze hem tijdens een reüniebijeenkomst in Amsterdam. Hij overleed op 6 juni 2018 aan de gevolgen van deze ziekte. Hij is 53 jaar oud geworden.